# Arnaque Maria Duval

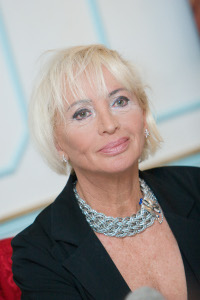
Maria Duval.

L'arnaque Maria Duval est l'une des opérations de fraude par courrier ayant connu le plus de succès, ayant fait perdre plus de 200 millions de dollars à ses victimes, sur une période de trois décennies. Utilisant des lettres personnalisées et des banques d'informations personnelles, les fraudeurs promettent à des personnes malades ou âgées l'aide d'une supposée voyante. Ses opérations aux États-Unis ont cessé en 2016, mais se poursuivent dans de nombreux pays.

## Histoire, ampleur et méthode
L'arnaque a d'abord été le fait d'une supposée voyante d'origine italienne nommée Maria Carolina Gamba, utilisant "Maria Duval" comme nom d'artiste. Gamba offrait des consultations dans le sud de la France et a atteint une certaine notoriété. Probablement au début des années 1990, Gamba a vendu les droits des services de voyance de Maria Duval, signant un contrat avec un groupe de personnes qui s'en sont d'abord servi pour vendre des cartes du ciel astrologiques. Les nouveaux détenteurs des droits commerciaux (ou même d'autres personnes les ayant acquis par la suite) ont  développé l'arnaque qui s'est répandue à travers le monde : ils ont d'abord utilisé de l'information disponible dans le domaine public et les réponses provoquées par des annonces dans les journaux, puis acheté des banques d'informations personnelles conçues pour le télémarketing, pour offrir à un grand nombre de victimes potentielles des consultations psychiques de Maria Duval par la poste,.
Une enquête menée par les journalistes de CNN Melanie Hicken et Ellis Blake indique que pendant quelques années, l'arnaque est restée entre les mains de deux compagnies européennes, Infogest et Astroforce, les deux étant à un certain point la propriété du Raëlien Jean-Claude Reuille, qui a éventuellement vendu sa participation à d'autres parties. Le groupe qui se cache derrière l'arnaque Maria Duval pourrait être en train d'utiliser le même modèle avec d'autres voyants,,.
Les arnaqueurs ciblent des gens âgés ou malades, leur offrant généralement de l'aide surnaturelle concernant leur santé ou leur situation financière. Un paiement accompagne chaque lettre à Maria Duval, pour une correspondance qui peut durer des années. Des formes d'aides plus dispendieuses sont également offertes : des talismans de plastique et des cristaux aux propriétés prétendument magiques, par exemple. Certaines victimes payent en fin de compte des milliers de dollars par année.
Les lettres donnent l'impression d'avoir été écrites à la main et signées par Duval. Elles contiennent suffisamment de détails personnels pour amener les victimes à croire qu'elles proviennent d'une personne possédant des dons de voyance. Même lorsqu'ils envoyaient des milliers de lettres par semaine, les arnaqueurs prenaient grand soin de les rendre les plus véridiques possibles, incluant des pages de texte donnant l'impression d'une véritable lettre personnelle et même des taches de café. Certaines victimes ont développé des sentiments d'amitié pour le personnage de Duval, ce qui ne faisait qu'augmenter le volume (et le coût) de la correspondance. Le nom "Patrick Guérin" était parfois utilisé comme l'assistant personnel de Duval, celui-ci offrant également des services de voyance, ajoutant une autre source de revenus à l'arnaque,,,.
Des lettres ont été trouvées dans une douzaine de pays et ont récolté des revenus de plus de 200 millions de dollars  aux États-Unis et au Canada seulement. L'arnaque se poursuit, étant administrée par une série de sociétés fictives pour camoufler les véritables propriétaires. Gamba a cependant continué à y être associée, recevant des paiements relativement modestes et faisant occasionnellement des apparitions publiques sous le nom de Maria Duval. Son fils croit que sa mère a accepté d'être le visage public de l'opération pour devenir riche et célèbre, puis qu'elle s'est sentie incapable de rompre cette relation.
Les premières enquêtes policières sur l'arnaque étaient arrivées à la conclusion que Maria Duval pourrait n'être rien d'autre qu'un personnage inventé par les arnaqueurs. Cela s'avéra incorrect, lorsque Ellis et Hicken, assistées par des collègues français, ont découvert en 2016 la résidence où elle habitait, dans le sud de la France. Une entrevue avec Duval elle-même a suivi deux ans plus tard,. Au mois d'août 2018, elles ont publié le livre A Deal with the Devil: The Dark & Twisted True Story Of One Of The Biggest Cons In History, qui raconte l'histoire de leur enquête visant à percer le mystère de Maria Duval/Carolina Gamba.

## Enquêtes policières
Une enquête du département de la Justice des États-Unis, s'est soldée en 2014 par une entente hors cours par laquelle certaines compagnies associées à l'arnaque ont payé des amendes, dont le montant n'a pas été dévoilé. Les autorités américaines ont également interdit à Destiny Research Center (Hong Kong) et à Infogest Direct Marketing (Montréal) d'envoyer des lettres aux États-Unis. Une enquête criminelle visant ces deux firmes se poursuivait toujours en 2018. Infogest a envoyé quelque 56 millions de lettres Maria Duval à partir du Canada, de 2006 à 2014 et a été la cible d'enquêtes concernant d'autres fraudes, dont l'une concerne des produits visant à aider les gens à perdre du poids,,,. L'entreprise de services financiers PacNet a subséquemment été accusée de blanchir l'argent des opérations américaines de l'arnaque, en plus d'avoir d'autres clients aux agissements suspects,.
Les enquêteurs estiment que le nombre de victimes de l'arnaque est considérable, dont 1,4 million juste aux États-Unis.
La résidence de Gamba à Callas a été fouillée par la police au mois de mars 2018. Au mois de juillet 2018, le U.S. Postal Inspection Service a confirmé à CNN qu'une enquête criminelle est en cours.